# Quararibea amplifolia
Quararibea amplifolia là một loài thực vật có hoa trong họ Cẩm quỳ. Loài này được (Pittier) Cuatrec. miêu tả khoa học đầu tiên năm 1949.